# Colibrí de Matthews
El colibrí de Matthews (Boissonneaua matthewsii) és una espècie d'ocell de la família dels troquílids (Trochilidae) que habita els boscos dels Andes del sud-est de Colòmbia, Equador i el Perú.